# Івківці (Прилуцький район)
І́вківці — село в Україні, у Прилуцькому районі Чернігівської області. Населення — 1214 осіб (2000 р.). Входить до складу Ладанської селищної громади. Розташоване у верхів'ї р. Івки, лівої притоки р. Ющенкова, котра є правою притокою р. Удаю, за 9 км від райцентру і залізничної ст. Прилуки.
Село постраждало внаслідок геноциду українського народу, проведеного урядом СРСР у 1932—1933 рр.

## Географія

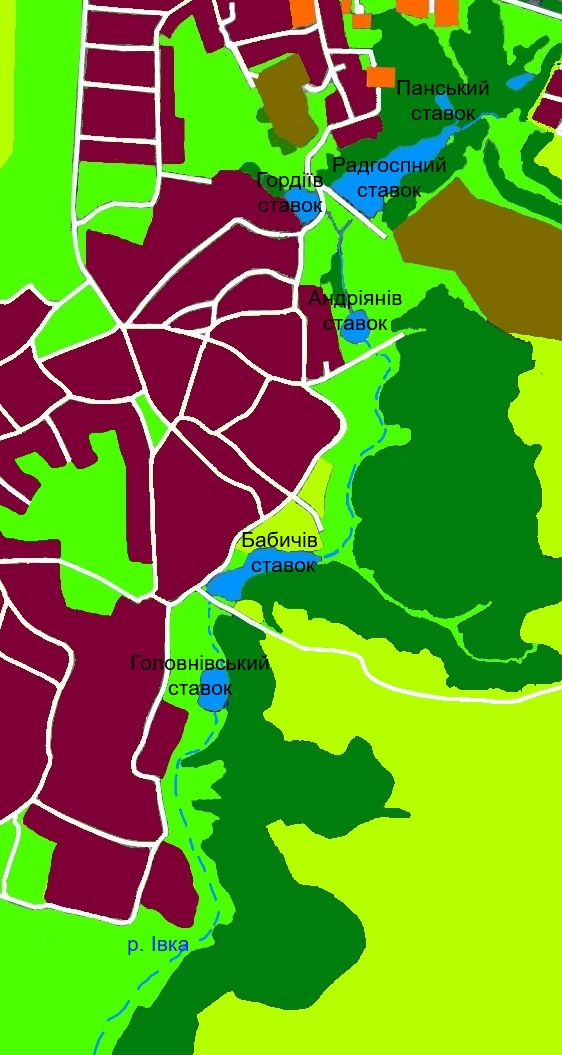
Ставки с. Івківці

Територією села протікає річка Івка, зарегульована ставками: Панський, Радгоспний, Гордіїв (Гусячий) — збоку на притоці, Цікін, Андріянів, Бабичів, Головнівський.
Річка Івка — ліва притока р. Ющенкова (притока р. Удай другого порядку), впадає в неї на відстані 4,4 км від її гирла між селами Турківкою та Полонками. Бере початок в Івківцях, праворуч шляху Прилуки-Ладан. Протікає в південному напрямку. Довжина 6 км. Долина асиметрична. Береги круті, лівий берег покритий лісом, на правому від витоків розташувалося село Івківці, далі, на більш пологому березі,  поле.

### Пам'ятки природи
Івківський парк «Дубина» — пам'ятка садово-паркового мистецтва XVIII ст. Дібровний природний комплекс. Переважно дубовий ліс на схилах ярів та балок. Заснував дендропарк із рідкісними видами рослин поміщик Вахромеєв, який жив у Івківцях. За підрахунками дослідників, в Івківському дендропарку налічується половина видів рослин, що є у Тростянецького дендропарку. 1975 року рішенням Чернігівського облвиконкому оголошений заповідним урочищем «Івківці» у віданні Прилуцького держлісгоспу. Площа 72 га. В парку є криниця з джерелом води. У парку охороняються п'ять видів сосен, а вік деяких дерев сягає понад 150 років. Є береза чорна, сосна кедрова, ялини, дуби.

## Історія
Вперше згадується 1629 р. під назвою Івки. З 1847 р. має сучасну назву — Івківці.
Входили до Полкової сотні Прилуцького полку, до Прилуцького повіту (1782—1923), до Прилуцького району Прилуцького округу (1923—1930) і Чернігівської області (з 1932).
1666 — 15 госп. селян, які «орали на 4-х волах»; козаки не показані. Вільне військове село, «до ратуші Прилуцької прислушаюче». 1707 року прилуцький полковник Дм. Горленко надав його полковому писарю Гнату Лисаневичу, який з дозволу гетьмана І. Скоропадського 1710 року «постригся в попи». Тоді ж Івківці були за ним затверджені універсалом гетьмана. 1737 — 25 госп. селян, 39 госп. козаків (14 виборних, 25 підпомічників) і 6 госп. козацьких підсусідків; селом володів Гнат Лисаневич. Після його смерті Івківці перейшли до сина Михайла, який теж, як і батько, був протопопом прилуцьким. Пізніше (1754) Івківці належали дружині ї Григорія Ґалаґана — Катерині Дараган (дочці київського полковника Ю.Дарагана). Коли село перейшло від Лисаневичів до Дараганів, невідомо. 1780 — 34 двори (53 хати) селян, які належали К. Ю. Ґалаґан (Дараган), і 40 дворів (89 хат) козаків. 1797 наліч. 492 душі чоловічої статі податкового населення; діяла дерев, ц-ва Параскеви, споруджена 1773 року (перша ц-ва збудована до 1725 р.). 1859 — 239 дворів, 976 жителів. У 1861-66 рр. козаки Івківців були підпорядковані Прилуцькому Волосному правлінню відомства Палати державного манна, а селяни — Голубівському Волосному правлінню тимчасово-зобов'язаних селян. Після реорганізації волостей Івківці в 1867 увійшли до Богданівської волості третього стану.
Найдавніше знаходження на мапах 1800 рік як Ювківці 
У 1862 році у селі володарському та козачому Івківці ( Ювківці, Евківці) була церква та 239 дворів де жило 978 осіб
1886 — 138 дворів козаків, 70 дворів селян-власників, які входили до 2-х сільських громад (колишні Мішуріна і Ґалаґана), 3 двори міщан та ін., 319 хат, 1125 ж.; діяли: дерев, ц-ва, збудована 1838 замість старої, школа грамоти, шинок. 1910 — 222 госп., з них козаків — 160, селян — 55, євреї — 1, привілейованих — 6, наліч. 1242 жителів, у тому числі 9 теслярів, 10 кравців, 6 шевців, 1 столяр, 4 ковалі, 43 ткачі, 31 поденник, 12 займалися інтелігентними та 80 — ін. неземлеробськими заняттями, все інше доросле населення займалося землеробством. 1561 дес. придатної землі. Діяла дерев, ц-ва Параскеви. Землевласниками Івківців були Г. П. Ґалаґан, К. П. Ламсдорф-Ґалаґан і Л. П. Добротворська.
У 1911 році у селі І́вківці була Параскеївська церква, церковно- парафіяльна школа та жило 1081 особа

### Радянський період
Село остаточно окуповано російськими комуністами 1920 року. В цьому ж році Прилуцьким повітовим земвідділом утворено молочну ферму, а згодом на базі поміщицької економії організовано радгосп «Івківці» з двома відділками під назвами «Краслянський» та «Дубинський». 1927 року організовано ТСОЗ, а 1929 року окупаційна влада почала масовий грабунок приватного майна шляхом примусу вступу до колгоспів. Наразившись на систематичний опір, 1932 року вдалася до тотального терору голодом. Масштаби убивств голодом у селі були такі великі, що їх визнала навіть обласна комуністична влада, яка до того рахувала всі заяви про голодні смерті антисовєцькою пропагандою. З інформаційного листа голови Прилуцького райвиконкому Гречка до облоргкомітету від 20 травня 1933 року:
| Останні часи смертні випадки збільшилися. Велика загроза утворюється з дітьми, що зосталися сиротами і яких дитячі установи охопити не можуть. Одвідуючи деякі опухлі сім’ї в с.Івківцях, я натрапив на такий факт, що в сім’ї, яка складалася із шести душ, залишилося всього двоє дітей, старшому 11 років. Троє дітей померло раніше, а 19 травня померла і мати (це не поодинокі випадки). |
Відповідно даних видання "Національна Книга пам′яті жертв Голодомору 1932—1933 pp. в Україні. Чернігівська область" у списках вказано дані на 163 особи.
У 1923—1930 рр. Івківці — центр сільради. 1925 — 289 дворів, 1326 жителів; 1930 — 293 двори, 1376 жителів. 1929 року в колишньому кам'яному будинку Вахромеєва т-во «Пасічник» і окружна спілка садово-городньої та пасічницької кооперації відкрили воскобійний з-д із майстернею штучної вощини «Максимум». 1930 в Івківцях організовано с.-г. артіль «Радянське село», яку 1952 перейменовано в колгосп ім. Шверника.
На фронтах радянсько-німецької війни 1941—1945 рр. воювали 242 жит. З них 130 нагороджено орденами і медалями СРСР. 124 мешканців села загинули на фронтах війни. 1965 споруджено надгробок на братській могилі воїнів, які полягли 1943 року, і пам'ятний знак на честь воїнів-односельців, загиблих на фронтах.
З 1949 року радгосп входив до системи Київського міжобласного тресту радгоспів. 1957 року до радгоспу були приєднані колгоспи ім. Кірова (Ладан), ім. Жданова (Голубівка) та ім. Шверника (Івківці). 1961 року в неповній середній школі навчалося 178 учнів (19 працівників). На початку 1950-х рр. директором радгоспу «Івківці» був М. М. Борисенко, пізніше партійний і державний діяч УРСР. 1980 року постановою РМ УРСР радгоспу присвосне ім'я М. М. Борисенка. 1981 року господарство реорганізоване в елітно-насінницький радгосп Укрдосліднасінтресту головного управління с.-г. науки. Радгосп займався виведенням елітно-насінних сортів картоплі та пшениці. За радгоспом закріплено 5732 га. сільськогосподарських угідь, у тому числі 5203 га. орної землі. 1971 — 463 двори, 1395 жителів.
До 1972 року в селі діяла восьмирічна школа, 216 учнів і 15 учителів (1971 р.) У 1972 році збудовано нову двоповерхову школу. В 1970-х рр. збудовано Будинок культури на 450 місць. Паралельно діяв клуб на 150 місць, переобладнаний із церковного приміщення. У 1980 році збудовано двоповерховий ясла-садок на 100 дітей.
У 1980-х рр. на території сільської ради діяв бетонний завод, відділення зв'язку, АТС, 2 фельдшерсько-акушерські пункти, 3 бібліотеки (20,5 тис. одиниць зберігання). Розпочато газифікацію села (1988).
За виробничі успіхи 28 трудівників нагороджено орденами і медалями, з них ланкового В. О. Криворучка — Орденом Леніна, Орденом Трудового Червоного Прапора — агроном М. Я. Макаренко, трактористи Г. І. Бєдний, П. В. Москаленко, А. Д. Рак и Д. М. Федоренко, директор школи Е. А. Майор, тваринники Л. П. Бєдна, Н. С. Самбур, А. В. Щолокова.
1990 року в радгоспі наліч. 65 автомашин, 64 трактори, 18 комбайнів, а також вел. р. худ. — 3200, свиней — 2861.

### Незалежність України
1 грудня 1991 року мешканці села проголосували за державну самостійність України. Проте Голодомор, депортації, примусові мобілізації у сталінські війська підірвали демографічну базу села, що призвело до невідшкодованих втрат.
З 1996 року в Івківцях розташована центральна садиба елітно-дослідного господарства «Івківське» із відділенням у с. Голубівка. Господарство має 5646 га землі (4865 га орної).
В селі працює середня школа із спортзалом (214 учнів, 24 педпрацівники; (1994), ясла-садок, Будинок культури на 450 місць, бібліотека (11580 од. зб.), діюча Параскеви ц-ва, 8 магазинів (2012), філіал відділення Ощадбанку.
До 2020 року орган місцевого самоврядування — Івковецька сільська рада.

## Населення

### Мова
Розподіл населення за рідною мовою за даними перепису 2001 року:
| Мова            | Кількість | Відсоток |
| --------------- | --------- | -------- |
| українська      | 1197      | 96.22%   |
| російська       | 41        | 3.30%    |
| білоруська      | 4         | 0.32%    |
| румунська       | 1         | 0.08%    |
| інші/не вказали | 1         | 0.08%    |
| Усього          | 1244      | 100%     |

## Політика

### Парламентські вибори, 2019
На позачергових парламентських виборах 2019 року у селі функціонувала окрема виборча дільниця № 740599, розташована у приміщенні школи.
Результати
- зареєстровано 806 виборців, явка 49,50%, найбільше голосів віддано за «Слугу народу» — 45,59%, за Всеукраїнське об'єднання «Батьківщина» — 20,15%, за Радикальну партію Олега Ляшка — 8,06%[10]. В одномандатному окрузі найбільше голосів отримав Сергій Коровченко (самовисування) — 24,55%, за Бориса Приходька (самовисування) і Дмитра Пахомова (Слуга народу) — по 18,60%[11].

## Освіта
В 20-ті роки в селі була початкова школа. Працювали два вчителі. Навчання відбувалося  у  дві зміни:  1-3 класи до  обіду, 2-4 класи — після обіду. Навчальний рік розпочинався -  15 вересня, закінчувався — 15 травня.
Будівлю  початкової івківської  школи збудовано в 1927 році, у приміщенні  було  три класні кімнати та  квартира вчителя. До школи приймали дітей з 8 років. В школі викладались такі предмети: читання, арифметика, письмо. Табелів на той час не було. Учні самі розкреслювали листок паперу і вчителі ставили оцінки: добре, задовільно, цілком задовільно, дуже задовільно.
Реформування школи з початкової в семирічну. Школа мала назву -  неповна середня. Відтепер  школа мала два приміщення: початкова школа і основна. В школі збільшилась кількість  предметів, що викладалися і вчителів: природничі науки — Назарина  Валентина Іванівна, українська мова — Пронь Андрій Федоврвич, біологія — Терницький Григорій Васильович, директор школи — Назарина  Олексій Захарович.
У зв'язку з початком війни школа закінчила роботу  15 вересня 1941 року, відновленно було заняття 5 жовтня  1943 року. Навчалися в дві зміни: в старому приміщенні (біля  церкви) — 1-4 класи, у великій школі — 5-7 класи. Заняття закінчувалися близько  дев'ятої години вечора.
50-ті, 60-ті роки ХХ століття. Школа  займала три приміщення: головне — три класи, учительська, лаборантська, буфет  і великий коридор. Поряд два будинки по два класи. У 1959 році введено було восьмирічне навчання і побудовано ще одне приміщення на два  класи — фінський  будиночок.
Учні Івківської восьмирічної школи до першого класу ішли в 7 років, оцінки ставились по пятибальній системі, було чотири четверті. В 60-ті роки вводиться шкільна  форма: дівчата в  коричневих сукнях  і чорних фартушках (повсякденна форма), в  святкові дні фартушки — білі; хлопці в костюмчиках  і світлих сорочках. В 70-ті роки школа  стала  обов'язковою. Писали пером, а з 1971 року — кульковою ручкою. Кожного року  учні купували  собі підручники і зошити. У 1972 році Побудована та відкрита нова 10-ти річна школа. Сьогодні школа працює як загальноосвітня, у якій учні здобувають базову загальну середню освіту.

## Згадки про село
Іван Микитенко, роман «Ранок»

## Відомі люди
Ґалаґан Іван Григорович (?–1789) – полковник Прилуцького адміністративного полку (1763–1767), разом з дружиною Дараган Катериною Юхимівною (1740(46)–1823) проживали в селі в середині XIX ст.